# Het Mussolinikanaal
Het Mussolinikanaal (oorspronkelijke Italiaanse titel: Canale Mussolini) is een roman uit 2010 van de Italiaanse schrijver Antonio Pennacchi.  Het boek kreeg meteen in dat jaar de prestigieuze Premio Strega.
Het is een historische familiekroniek, die de levens beschrijft van de Peruzzi's, een boerenfamilie die onder het regime van Benito Mussolini vanuit Noord-Italië naar de Agro Pontino trok. Dat is een nieuw landbouwgebied in de Pontijnse moerassen ten zuiden van Rome, die werden drooggelegd door het graven van een afvoerkanaal naar de zee, destijds het Mussolinikanaal geheten. 
De Peruzzi's waren pachtboeren uit de omgeving van Ferrara, die het over het algemeen iets beter stelden dan de nog armere landarbeiders.  Voor de Eerste Wereldoorlog waren zij socialist maar na de oorlog evolueerden zij met Mussolini naar het fascisme.   Bij het droogleggen van de Pontijnse Moerassen waren het vooral partijgetrouwen die daar een nieuwe boerderij in eigendom kregen; dus ook de Peruzzi's.   
De auteur laat het verhaal van drie generaties Peruzzi vertellen door een neef, die kort na de Tweede Wereldoorlog geboren is. Zonder het gedrag van zijn ooms goed te keuren, vertelt hij het toch met sympathie en zelfs een zekere trots. Hoe zij deelnamen aan de mars op Rome en aan brandstichtingen in socialistische partijbureaus.  Hoe twee van hen meevochten in de meedogenloze koloniale oorlog in Ethiopië; één keerde terug, de ander werd vermist. Hoe hun vrouwen de afwezigheid van hun man verdragen of niet verdragen.  Hoe zijn oma de familie samenhoudt. Hoe de familie in 1943, tot aan het einde van de oorlog, nog eens de verkeerde kant kiest, die van de Italiaanse Sociale Republiek. 
Dat alles wordt, zoals gezegd, verteld door een man die pas nadien geboren is, en die het allemaal heeft van horen zeggen.  
De veelgeprezen vertaling is van de hand van Pietha de Voogd en Mieke Geuzebroek.